# Baja fermentación
La baja fermentación se emplea en la elaboración de algunas cervezas (generalmente de color claro rubio, «lager») con algunos matices dorados oscuros, y de marcado sabor a lúpulo. Se elaboran con malta de color claro por el método de cocción. La levadura de estas cervezas actúa a baja temperatura (en el intervalo que va de 6 a 10 °C) y pasan de 8 a 10 días tras los cuales se depositan en el fondo de la cuba. El nombre de esta fermentación se debe a este efecto de precipitación.

## Uso
Las cervezas de baja fermentación vienen a ser las más corrientes. Las que se denominan cervezas «especiales» son aquellas que contienen una mayor concentración de lúpulo o de alcohol, sin dejar de ser de tipo pilsener. En ciertos países con tradición cervecera, este tipo de cervezas constituye la mayoría; por ejemplo el 75% de las cervezas belgas son de fermentación baja.